# Dołno Nowo seło (obwód Stara Zagora)
Dołno Nowo seło (bułg. Долно Ново село) – wieś w południowej Bułgarii, w obwodzie Stara Zagora, w gminie Bratja Daskałowi.